# 公平な入学選考を求める学生たち対ハーバード事件
公平な入学選考を求める学生たち対ハーバード事件（こうへいなにゅうがくせんこうをもとめるがくせいたちたいハーバードじけん、Students for Fair Admissions v. Harvard）, 600 U.S. 181 (2023) は、大学入学選考における人種を考慮したアファーマティブ・アクションは、合衆国憲法修正第14条の平等保護条項に違反していると判示した、合衆国最高裁判所による判決。

## 概要
「アファーマティブ・アクション」は長年、不平等な待遇を受けてきた黒人など少数派の人々に教育や雇用などの機会を与える為に作られ、1960年代、黒人への差別撤廃を求める公民権運動を経て導入された。
その後、全国の大学で「アファーマティブ・アクション」は広がった。
しかし、こうした措置は「白人には不利になり、逆差別だ」などとして議論になった。
2014年、ハーバード大学とノースカロライナ大学チャペルヒル校を相手取った訴訟で原告側は、アジア系の入学者が不当に抑えられ、人種差別だと主張した。
一方、大学側は差別を否定し、人種の考慮は多様性確保に必要だと反論した。
最高裁は1978年の判決で、大学が人種ごとに入学枠を割り当てることは違法としつつ、選考の要素の一つとして人種を考慮すること自体は容認していた。